# Feaella leleupi
Feaella leleupi es una especie de arácnido del orden Pseudoscorpionida de la familia Feaellidae.

## Distribución geográfica
Se encuentra en República Democrática del Congo.